# Trichlorgerman
Trichlorgerman ist eine chemische Verbindung aus der Gruppe der Germane.

## Gewinnung und Darstellung
Trichlorgerman kann durch Reaktion von Germanium oder Germanium(II)-sulfid mit Chlorwasserstoff gewonnen werden.
{\displaystyle {\ce {Ge + 3HCl -> GeHCl3 + H2}}}
{\displaystyle {\ce {GeS + 3HCl -> GeHCl3 + H2S}}}

## Eigenschaften
Trichlorgerman ist eine farblose, leichtbewegliche Flüssigkeit, die schon bei −30 °C unter Chlorwasserstoffabspaltung Germanium(II)-chlorid bildet. Mit Wasser bildet sie Germanium(II)-hydroxid.